# Adelognathus
Adelognathus är ett släkte av steklar som beskrevs av Holmgren 1857. Adelognathus ingår i familjen brokparasitsteklar.

## Dottertaxa tillAdelognathus, i alfabetisk ordning[1][2]
- Adelognathus acantholydae
- Adelognathus aciculatus
- Adelognathus adventor
- Adelognathus americanus
- Adelognathus brevicornis
- Adelognathus brevis
- Adelognathus britannicus
- Adelognathus cephalotes
- Adelognathus chelonus
- Adelognathus chrysopygus
- Adelognathus ctenonyx
- Adelognathus cubiceps
- Adelognathus dealbatus
- Adelognathus difformis
- Adelognathus dorsalis
- Adelognathus elongator
- Adelognathus eurus
- Adelognathus facialis
- Adelognathus flavopictus
- Adelognathus formosus
- Adelognathus frigidus
- Adelognathus genator
- Adelognathus laevicollis
- Adelognathus longithorax
- Adelognathus maculosus
- Adelognathus marginellus
- Adelognathus nigriceps
- Adelognathus nigrifrons
- Adelognathus obscurus
- Adelognathus pallipes
- Adelognathus palpalis
- Adelognathus pilosus
- Adelognathus pumilio
- Adelognathus puncticollis
- Adelognathus punctulatus
- Adelognathus pusillus
- Adelognathus rufithorax
- Adelognathus stelfoxi
- Adelognathus tenthredinarum
- Adelognathus tetratinctorius
- Adelognathus thomsoni
- Adelognathus trochanteratus
- Adelognathus tumidus
- Adelognathus ungularis
- Adelognathus ussuriensis
- Adelognathus xenocerus